# Elfenblumen
Die Elfenblumen (Epimedium), auch Sockenblumen genannt, sind eine Pflanzengattung, die zur Familie der Berberitzengewächse (Berberidaceae) gehört. Die 50 bis 60 Arten und einige Naturhybriden sind in der Alten Welt verbreitet. Viele Sorten werden in gemäßigten Gebieten als Zierpflanzen in Parks und Gärten verwendet.

## Beschreibung

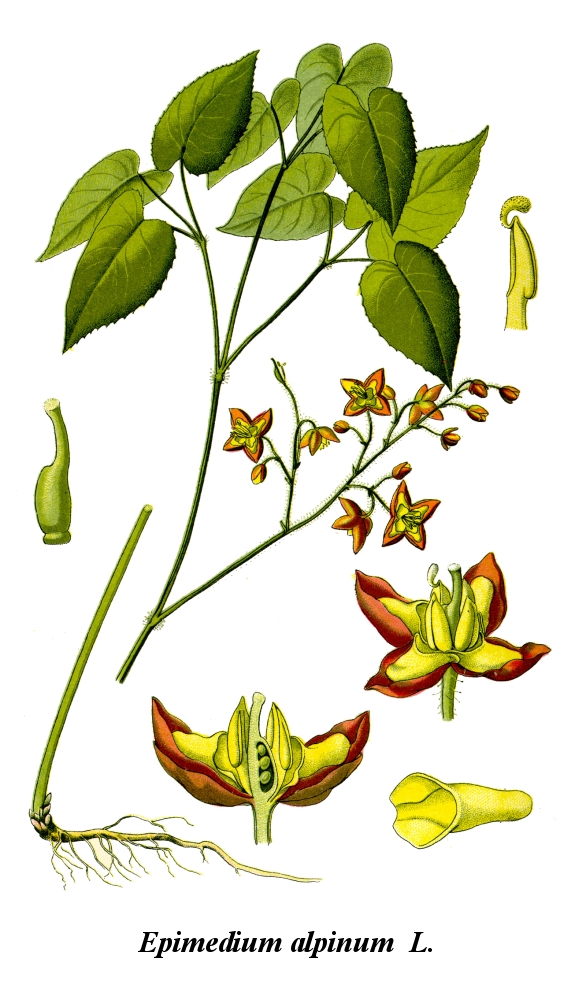
Illustration der Alpen-Sockenblume (Epimedium alpinum)

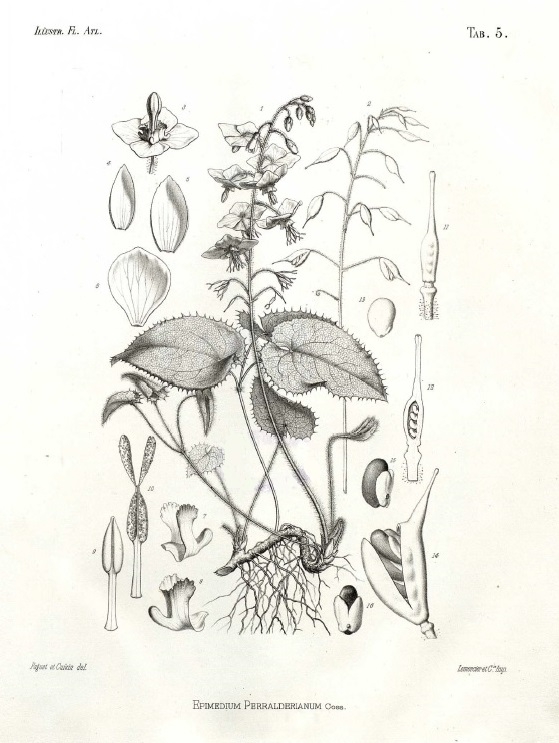
Illustration von Epimedium perralderianum

### Erscheinungsbild und Blätter
Epimedium-Arten wachsen als sommergrüne oder immergrüne, ausdauernde krautige Pflanzen. Als Überdauerungsorgane werden kurze oder horizontal kriechende, gedrungene, sympodiale Rhizome gebildet. Die einzeln oder rasenförmig stehenden Stängel sind kahl und besitzen an ihrer Basis Schuppen.
Die grundständigen oder am Stängel verteilt angeordneten Laubblätter sind in Blattstiel und Blattspreite gegliedert. Die Blattstiele der Grundblätter sind länger als die der Stängelblätter. Die Blattstiele und Stiele der Fiederblätter sind weißlich bis hellgrün. Die Blattspreite ist je nach Art einfach oder gefiedert. Die eiförmigen, eiförmig-lanzettlichen oder fast kreisförmigen Fiederblätter oder einfachen Blattspreiten sind an ihrer Basis herzförmig, an ihrer Spitze spitz oder zugespitzt und besitzen einen gesägten oder stachelspitzigen Blattrand. Die seitlichen Fiederblätter sind asymmetrisch, wobei die äußeren unteren Fiederblätter länger als die inneren sind.

### Blütenstände und Blüten
Die Blütezeit liegt im Frühsommer. Die Blütenstandsschäfte sind unbeblättert oder sie besitzen ein bis vier gegenständige oder selten wechselständige Blätter. Die Blütenstandsachsen sind kahl oder verkahlend. In endständigen, einfachen oder zusammengesetzten, traubigen oder rispigen Blütenständen stehen einige bis viele Blüten zusammen.
Die zierlichen, zwittrigen Blüten sind vierzählig und zygomorph. Es sind insgesamt zwölf Blütenhüllblätter vorhanden, von denen die vier äußeren (Sepalen) kelchblattartig und die acht (vier Sepalen und vier Kronblätter) inneren kronblattartig sind. Die Farben der Blütenhüllblätter reichen von gelb bis weiß oder bis zu rosafarben. Die kronblattartigen, inneren Blütenhüllblätter sind flach, sackartig oder nach außen zu einem Nektarbeutel oder Sporn verlängert. Der Sporn kann kürzer oder länger als die kelchblattartigen, äußeren Blütenhüllblätter sein. Es ist nur der innere Kreis mit vier Staubblättern vorhanden. Die Staubfäden sind kahl. Die Staubbeutel öffnen sich mit zwei länglichen Klappen, die sich nach oben einrollen. Die glatten Pollenkörner sind elliptisch mit drei Längsfurchen. Es ist scheinbar nur ein Fruchtblatt vorhanden. Der oberständige Fruchtknoten enthält 6 bis 15 Samenanlagen in parietaler Plazentation. Der schlanke Griffel endet in einer nur wenig geweiteten Narbe.

### Früchte und Samen
Die trockenen Balgfrüchte öffnen sich klappig und enthalten meist einige Samen. Die Samen besitzen ein auffälliges, fleischiges Elaiosom.

### Chromosomenzahlen
Die Chromosomenzahl beträgt 2n = 12.

## Standorte
Die Epimedium-Arten wachsen in der Natur meist im Wald. Sie sind gut schattenverträglich und gedeihen auf frischen bis mäßig feuchten, humusreichen Böden, auch unter größeren Gehölzen, soweit diese nicht zu stark den Oberboden durchwurzeln, und sind deshalb als Zierpflanze auch in Gärten mit Beschattung geeignet.

## Systematik und Verbreitung

### Taxonomie
Die Gattung Epimedium wurde 1753 durch L. in Species Plantarum, Tomus I, S. 117 aufgestellt. Die Typusart ist Epimedium alpinum L. Synonyme für Epimedium L. sind: Aceranthus C. Morren & Decne., Vindicta Raf.

### Äußere Systematik
Die Gattung Epimedium gehört zum Subtribus Epimediinae aus der Tribus Berberideae in der Unterfamilie Berberidoideae innerhalb der Familie Berberidaceae. Sie wurde früher in eine Familie Podophyllaceae gestellt.

### Innere Systematik
Die Gattung Epimedium wird in zwei Untergattungen, vier Sektionen und vier Serien gegliedert.
- Die Untergattung Rhizophyllum (Fisch. & C.A.Mey.) Stearn enthält nur die beiden Arten Epimedium perralderianum, die nur in Algerien vorkommt, und Epimedium pinnatum, die im Kaukasusraum beheimatet ist.[4]
- Die Untergattung Epimedium ist in vier Sektionen gegliedert:[4]
  - Die Sektion Macroceras kommt nur in Japan und Korea vor.
  - Die Sektion Polyphyllon (Kom.) Stearn ist im westlichen Himalaya beheimatet.
  - Die Sektion Epimedium enthält Arten aus dem Mittelmeerraum und von der Balkanhalbinsel.
  - Die Sektion Diphyllon (Kom.) Stearn enthält alle etwa 49 chinesischen Arten.

### Arten und ihre Verbreitung
Die Gattung Epimedium sind in der Alten Welt auf der Nordhalbkugel weitverbreitet. Es gibt zwei Hauptverbreitungsgebiete: zum einen das gemäßigte Asien und zum andern das Gebiet vom Mittelmeerraum bis zum Schwarzmeerraum. Im südöstlichen China liegt die größte Artenvielfalt vor. Keine der Epimedium-Arten besitzt ein weites Verbreitungsgebiet.
Es gibt 50 bis 60 Epimedium-Arten:

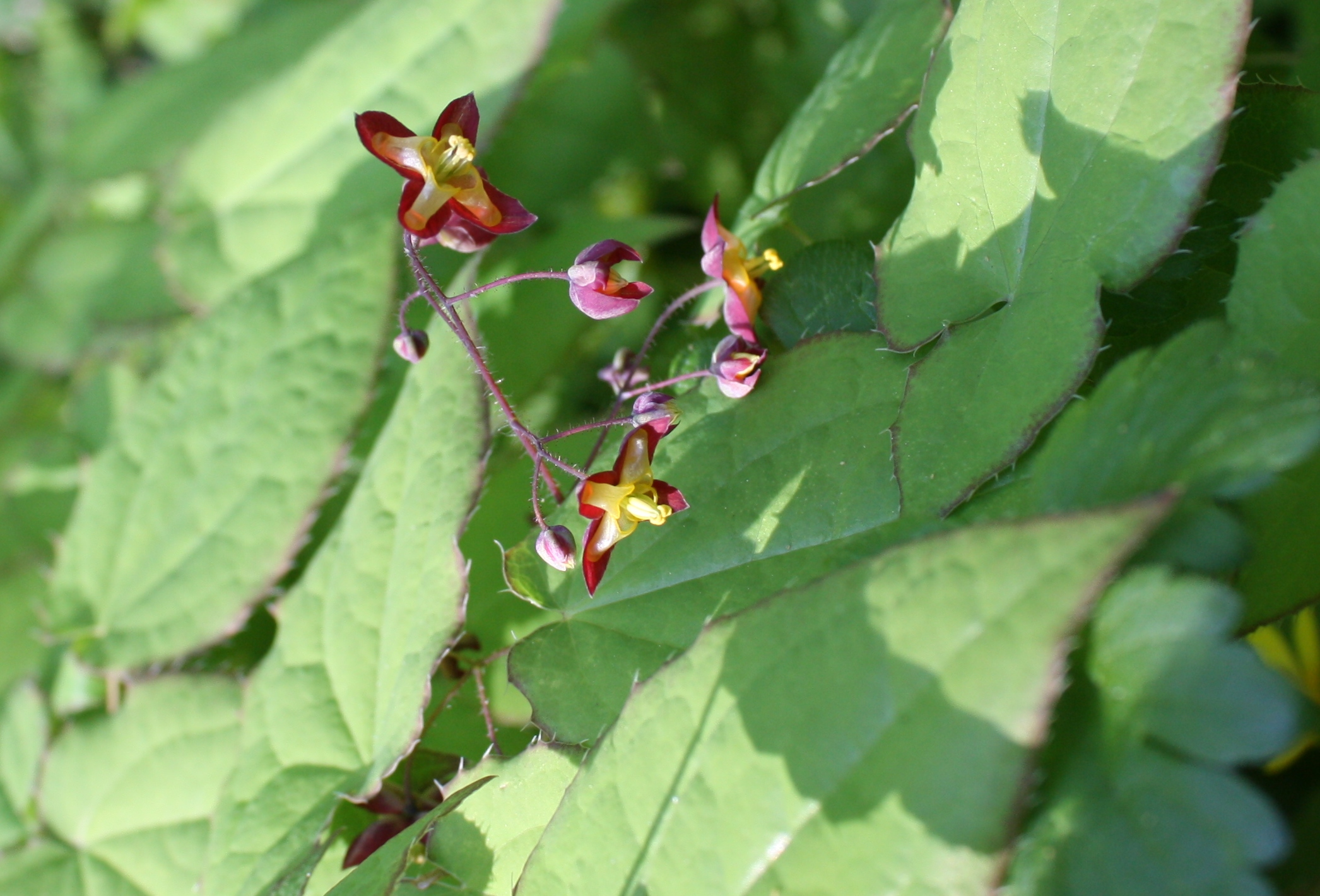
Alpen-Sockenblume (Epimedium alpinum)

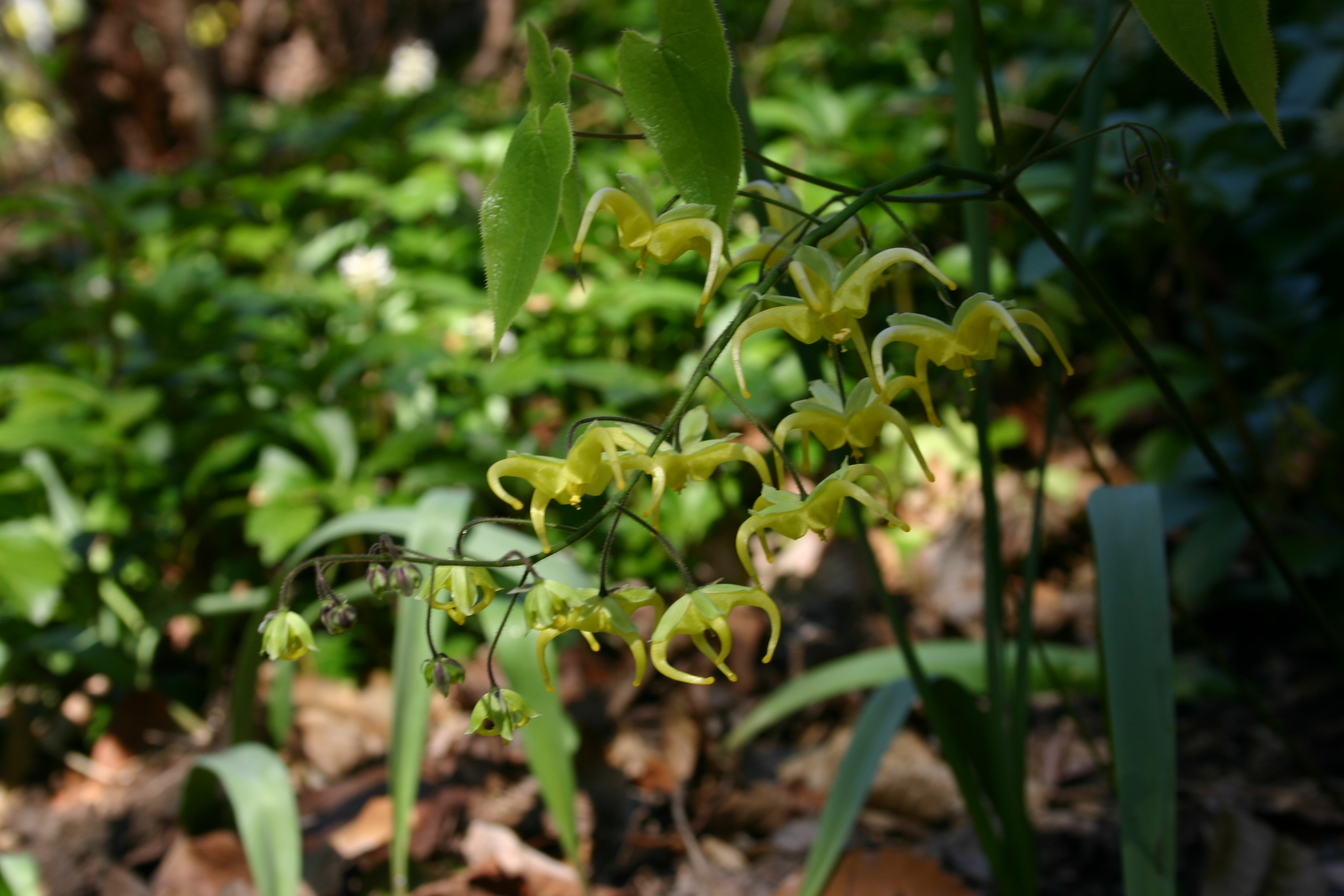
Blütenstand von Epimedium franchetii

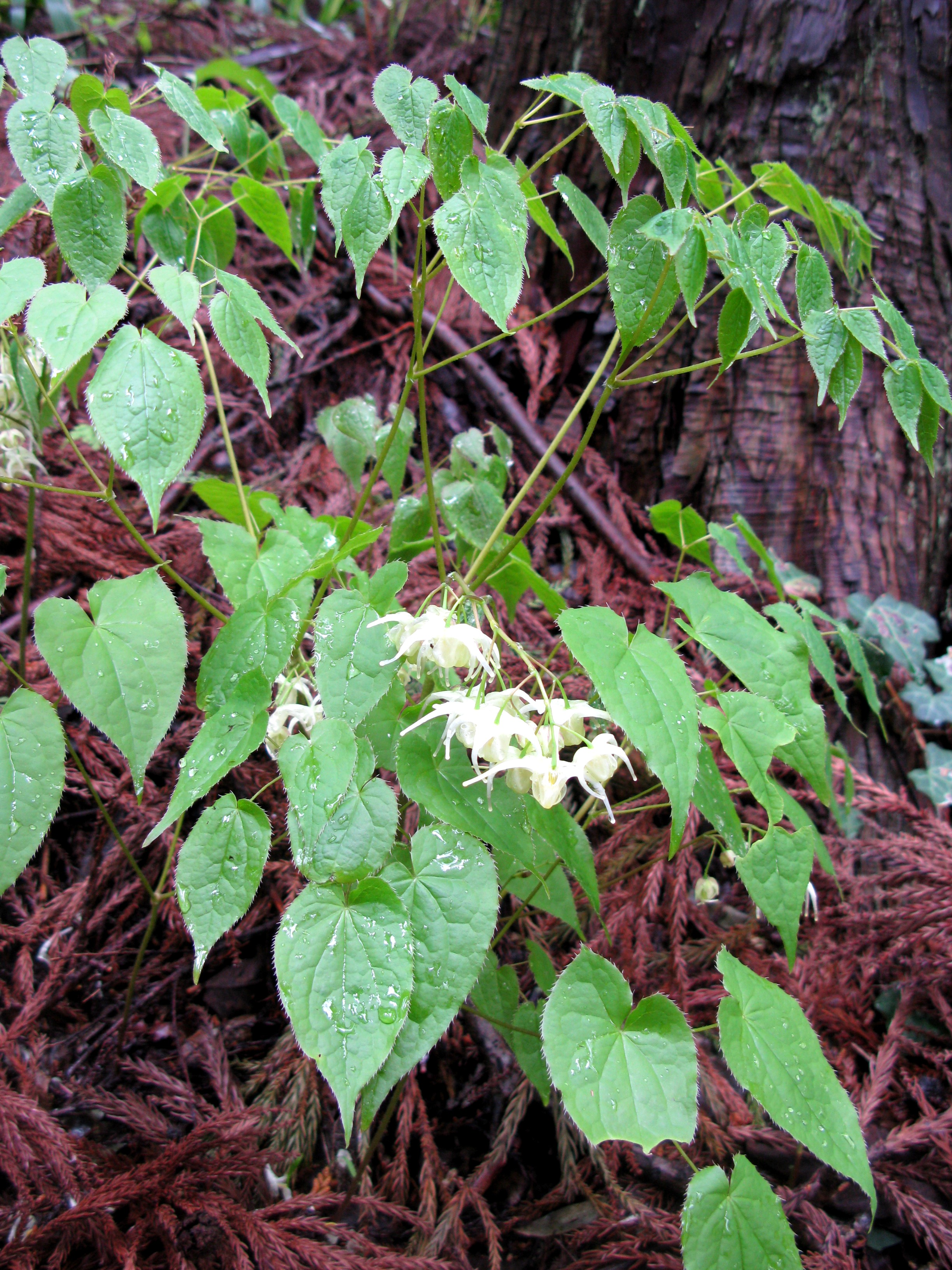
Habitus, Laubblätter und Blütenstände von Epimedium koreanum

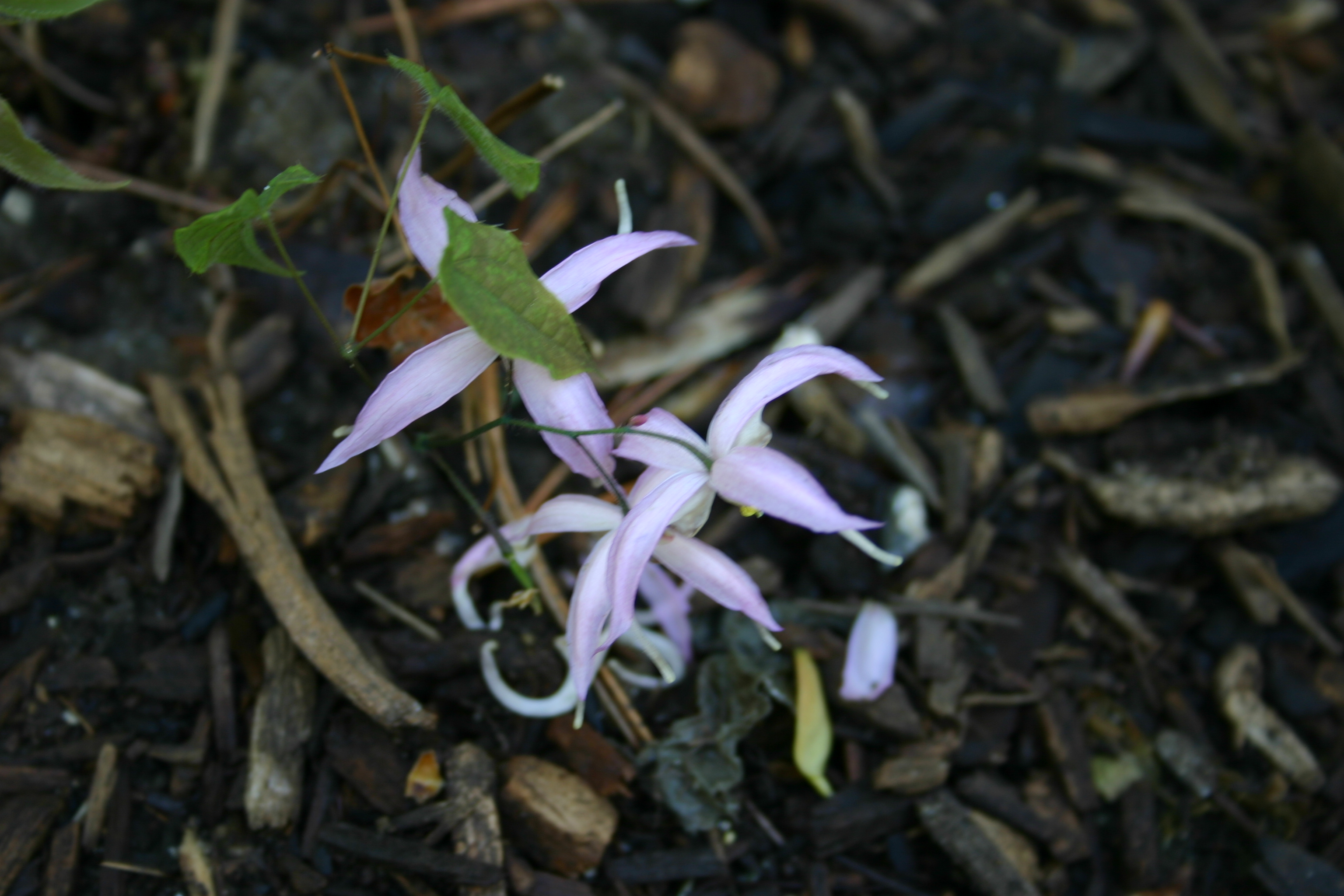
Blütenstand von Epimedium leptorhizum mit Blüten von oben

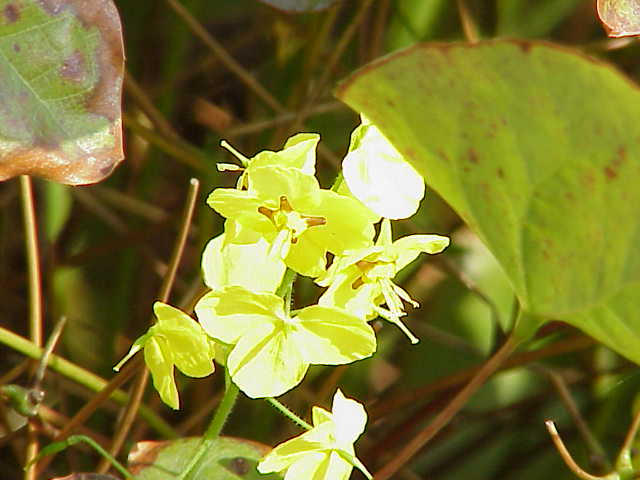
Gefiederte Sockenblume (Epimedium pinnatum)

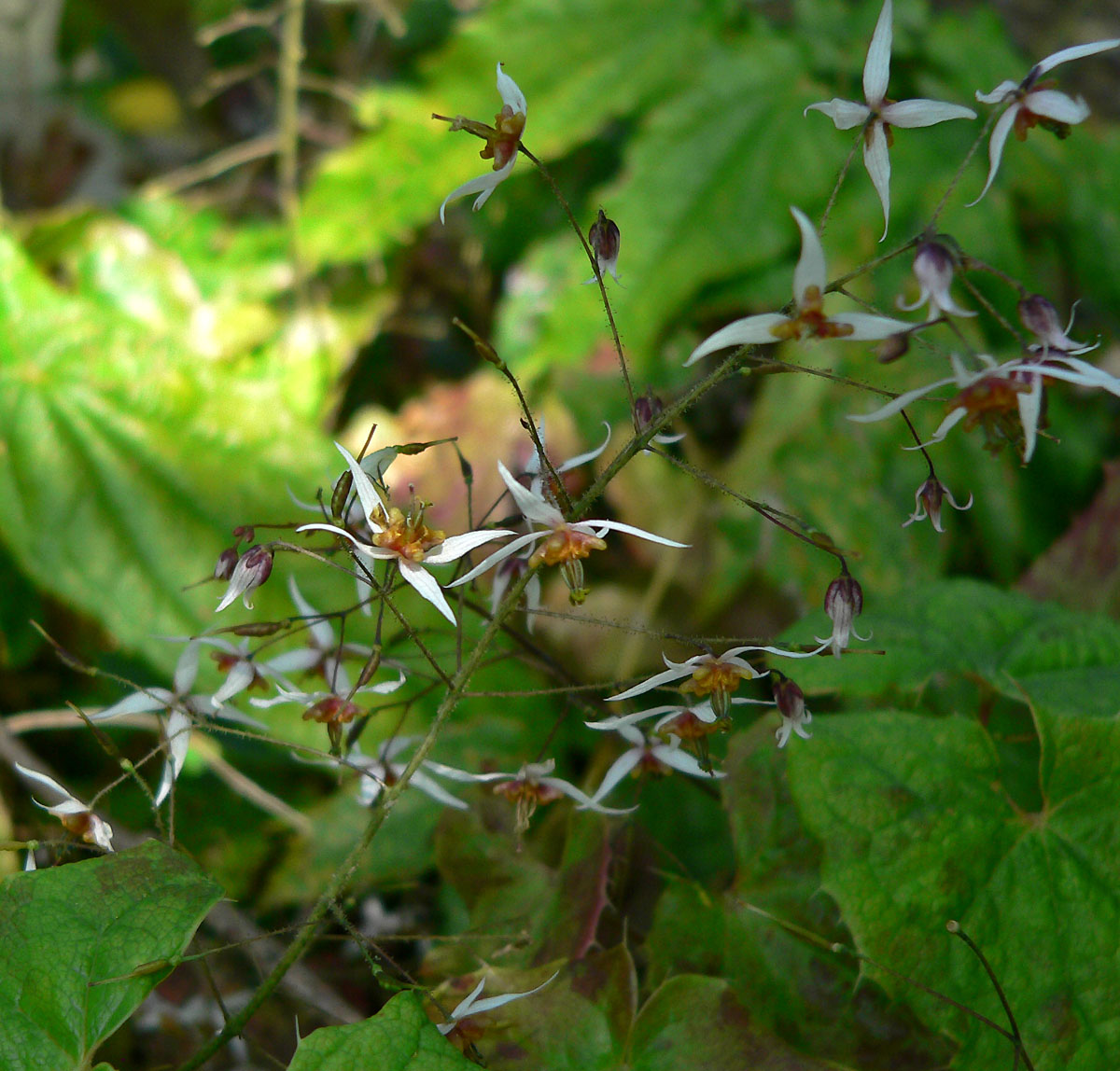
Blütenstand von Epimedium pubescens

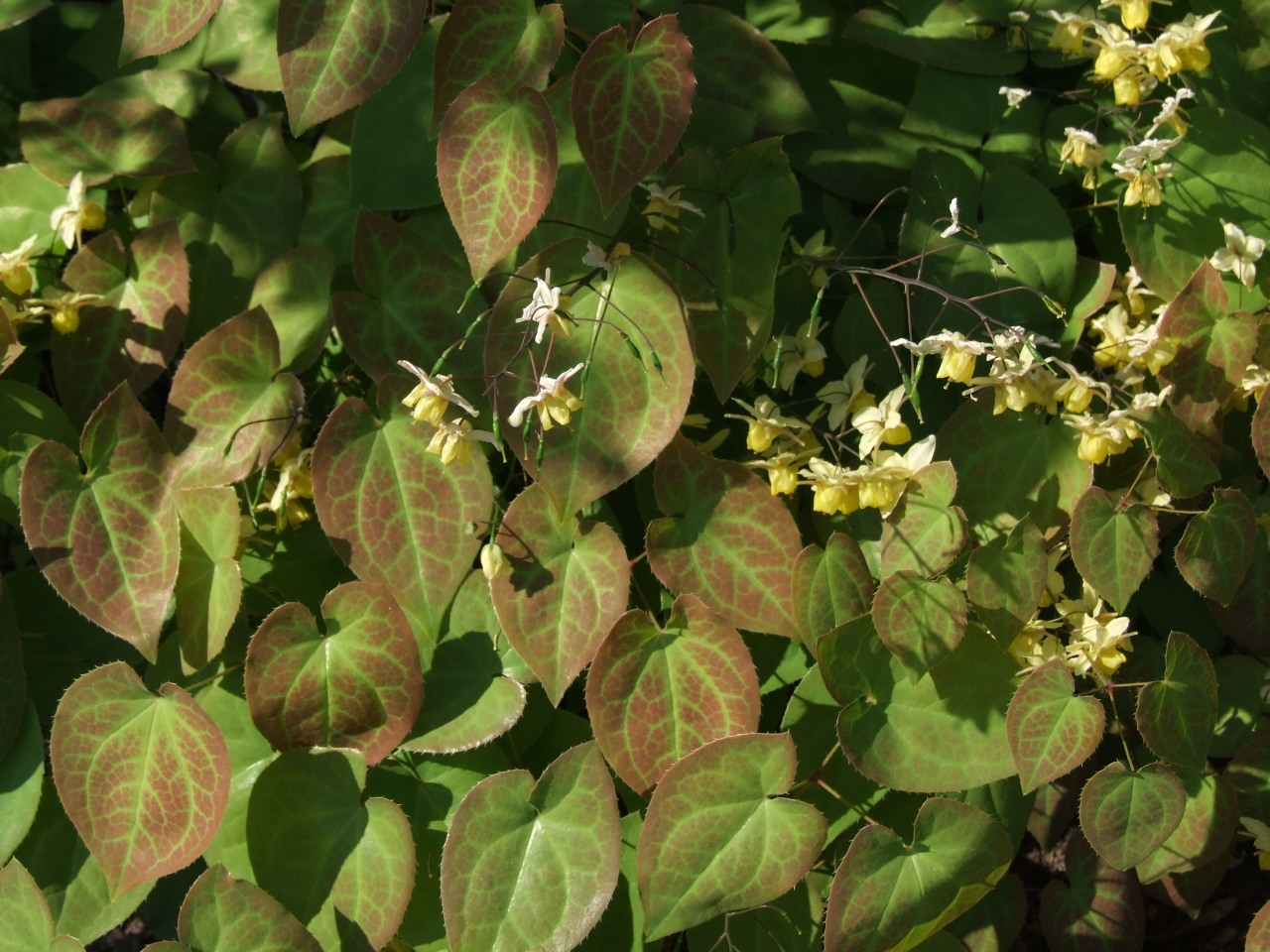
Epimedium pubigerum

- Epimedium acuminatum Franch.: Sie gedeiht in Höhenlagen von 300 bis 2400 Meter in den chinesischen Provinzen Guangxi, Guizhou, Sichuan sowie Yunnan.[3]
- Alpen-Sockenblume oder Alpen-Elfenblume[2] (Epimedium alpinum L.): Die Heimat ist Europa.
- Epimedium baojingensis Q.L.Chen & B.M.Yang: Sie ist nur vom Typusstandort bei Lüdong Shan in Baojing in der Provinz Hunan bekannt.[3]
- Epimedium borealiguizhouense S.Z.He & Y.K.Yang: Dieser Endemit gedeiht entlang von Fließgewässern in Tälern in Höhenlagen von 300 bis 500 Metern nur in Yanhe in der Provinz Guizhou.[3]
- Epimedium brachyrrhizum Stearn: Dieser Endemit gedeiht in Wäldern an Hängen in Höhenlagen von 600 bis 1200 Metern nur im Fanjing Shan in der Provinz Guizhou.[3]
- Epimedium brevicornu Maxim.: Sie gedeiht in Höhenlagen von 600 bis 3500 Metern in den chinesischen Provinzen Gansu, Henan, Hubei, Qinghai, Shaanxi, Shanxi sowie Sichuan.[3]
- Epimedium campanulatum Ogisu: Dieser Endemit gedeiht in einer Höhenlage von etwa 2000 Metern nur in Dujiangyan in Sichuan.[3]
- Epimedium chlorandrum Stearn: Dieser Endemit gedeiht in Wäldern an Hängen in Höhenlagen von etwa 900 Meter nur in Baoxing in der Provinz Sichuan.[3]
- Epimedium davidii Franch. (Syn.: Epimedium membranaceum K.Mey.): Sie gedeiht in Höhenlagen von 1400 bis 3000 Metern in den chinesischen Provinzen Sichuan sowie Yunnan vor.[3]
- Epimedium diphyllum Lodd. ex Graham (Syn.: Epimedium kitamuranum T.Yamanaka, Epimedium diphyllum subsp. kitamuranum (T.Yamanaka) K.Suzuki): Sie kommt in Bergwäldern im japanischen Honshū (Chugoku-Region), Shikoku sowie Kyūshū vor.
- Epimedium dolichostemon Stearn: Von ihr ist kein Naturstandort bekannt. Sie wurde anhand von kultivierten Exemplaren beschrieben, die in einer Höhenlage von etwa 1400 Meter in Shizhu in der Provinz Sichuan gesammelt wurden.[3]
- Epimedium ecalcaratum G.Y.Zhong: Sie gedeiht in Höhenlagen von 1100 bis 2100 Meter nur in der chinesischen Provinz Sichuan.[3]
- Epimedium elatum C.Morren & Decne.: Die Heimat ist Pakistan, Kaschmir und der westliche Himalaja.
- Epimedium elongatum Kom.: Sie gedeiht in Höhenlagen von 2600 bis 3700 Metern nur in der chinesischen Provinz Sichuan.[3]
- Epimedium enshiense B.L.Guo & P.K.Hsiao: Dieser Endemit gedeiht an Hängen in einer Höhenlage von etwa 400 Meter nur in Enshi in der chinesischen Provinz Hubei.[3]
- Epimedium epsteinii Stearn: Dieser Endemit gedeiht in Höhenlagen von 400 bis 1000 Metern nur in Tianping Shan in der chinesischen Provinz Hunan.[3]
- Epimedium fangii Stearn: Sie gedeiht in Wäldern in Höhenlagen von 1800 bis 1900 Metern nur im Emei Shan in der chinesischen Provinz Sichuan.[3]
- Epimedium fargesii Franch.: Sie gedeiht in Höhenlagen von 200 bis 1700 Metern in den chinesischen Provinzen Hubei sowie Sichuan.[3]
- Epimedium flavum Stearn: Sie gedeiht in einer Höhenlage von etwa 2000 Metern nur in Erlang Shan sowie Tianquan in der chinesischen Provinz Sichuan.[3]
- Epimedium franchetii Stearn: Sie gedeiht in Wäldern in einer Höhenlage von etwa 1200 Metern in den chinesischen Provinzen Guizhou sowie Hubei.
- Epimedium glandulosopilosum H.R.Liang: Sie gedeiht in Höhenlagen von 800 bis 900 Metern nur in der chinesischen Provinz Sichuan.[3]
- Großblütige Elfenblume, Großblütige Sockenblume oder Ziegenkraut (Epimedium grandiflorum C.Morren, Syn: Epimedium grandiflorum forma violaceum (C.Morren & Decne.) Stearn, Epimedium grandiflorum var. thunbergianum (Miquel) Nakai, Epimedium macranthum C.Morren & Decne., Epimedium macranthum var. violaceum (C.Morren & Decne.) Franch., Epimedium violaceum C.Morren & Decne.): Sie wurde anhand von im belgischen Gent kultivierten Exemplaren beschrieben, die Philipp Franz von Siebold 1830 aus Japan mitgebracht hatte. Die Heimat sind die japanischen Inseln Honshū sowie Shikoku. Vielleicht kommt sie auch im nördlichen China in Anhui sowie Zhejiang vor, aber die chinesischen Funde konnten in der Flora of China 2011 nicht bestätigt werden und gehören vielleicht zu einer anderen Art. Es gibt Berichte aus Korea.
- Epimedium hunanense (Hand.-Mazz.) Hand.-Mazz. (Syn.: Epimedium davidii var. hunanense Hand.-Mazz., Epimedium kunawarense S.Clay.): Sie gedeiht in Höhenlagen von 400 bis 1400 Metern in den chinesischen Provinzen Guangxi, Hubei sowie Hunan.[3]
- Epimedium ilicifolium Stearn: Dieser Endemit gedeiht in Höhenlagen von 1600 bis 1700 Meter nur in Zhenping in der chinesischen Provinz Shaanxi.[3]
- Epimedium jingzhouense G.H.Xia & G.Y.Li: Sie wurde 2009 erstbeschrieben und ist nur vom Typusstandort in einer Höhenlage von etwa 300 Meter beim Dorf Pukou in Jingzhou in der chinesischen Provinz Hunan bekannt.[3]
- Epimedium koreanum Nakai (Syn.: Epimedium cremeum Nakai & Maekawa ex Honda, Epimedium grandiflorum subsp. koreanum (Nakai) Kitamura, Epimedium grandiflorum var. koreanum (Nakai) K.Suzuki, Epimedium sulphurellum Nakai 1944 non C.Morren 1849): Sie kommt im nördlichen Korea, auf den japanischen Inseln Hokkaido sowie Honshū und in den chinesischen Provinzen Anhui, Jilin, Liaoning sowie Zhejiang vor.[3]
- Epimedium latisepalum Stearn: Sie wurde anhand von kultivierten Exemplaren beschrieben, die aus einer Höhenlage von etwa 900 Meter in Baoxing in der chinesischen Provinz Sichuan stammen.[3]
- Epimedium leptorrhizum Stearn: Sie gedeiht in Höhenlagen von 400 bis 1500 Metern in den chinesischen Provinzen Guangxi, Guizhou, Hubei, Hunan sowie Sichuan.[3]
- Epimedium lishihchenii Stearn (Syn.: Epimedium membranaceum subsp. orientale Stearn): Sie gedeiht in Wäldern an Hängen nur im Lu Shan in der chinesischen Provinz Jiangxi.[3]
- Epimedium lobophyllum L.H.Liu & B.G.Li: Sie gedeiht in Wäldern in Höhenlagen von 700 bis 1500 Metern in der chinesischen Provinz Hunan.[3]
- Epimedium macrosepalum Stearn: Sie ist im östlichen Russland beheimatet.
- Epimedium mikinorii Stearn: Dieser Endemit gedeiht in Wäldern an Hängen in einer Höhenlage von etwa 700 Meter nur in Enshi in der chinesischen Provinz Hubei.[3]
- Epimedium multiflorum T.S.Ying: Sie gedeiht in Höhenlagen von 500 bis 800 Metern in der chinesischen Provinz Guizhou.[3]
- Epimedium myrianthum Stearn (Syn.: Epimedium sagittatum subsp. pyramidale (Franchet) Stearn, Epimedium sagittatum var. pyramidale (Franchet) Stearn, Epimedium sinense var. pyramidale Franchet): Sie gedeiht in Höhenlagen von 700 bis 1500 Metern in den chinesischen Provinzen Guangxi, Hubei sowie Hunan.[3]
- Epimedium ogisui Stearn: Dieser Endemit gedeiht nur an Felswänden an Wasserfällen in Höhenlagen von 900 bis 1000 Meter in Lushan in der chinesischen Provinz Sichuan.[3]
- Epimedium parvifolium S.Z.He & T.L.Zhang (Syn.: Epimedium elachyphyllum Stearn nom. illeg. superfl.): Dieser Endemit gedeiht in Höhenlagen von 1300 bis 1400 Metern in Songtao in der chinesischen Provinz Guizhou.[3]
- Epimedium pauciflorum K.C.Yen: Sie gedeiht nur an feuchten Hängen in einer Höhenlage von etwa 1700 Meter in der chinesischen Provinz Sichuan.[3]
- Epimedium perralderianum Coss.: Die Heimat ist Algerien.
- Gefiederte Elfenblume oder Gefiederte Sockenblume[2] (Epimedium pinnatum Fisch. ex DC.): Die Heimat ist Vorderasien.
- Epimedium platypetalum K.Mey. (Syn.: Epimedium platypetalum var. tenue B.L.Guo & P.K.Hsiao): Sie gedeiht in Wäldern in Höhenlagen von 1600 bis 2800 Metern in den chinesischen Provinzen Shaanxi sowie Sichuan.[3]
- Epimedium pseudowushanense B.L.Guo: Sie gedeiht in Höhenlagen von 900 bis 1400 Metern in den chinesischen Provinzen Guangxi sowie Guizhou.[3]
- Epimedium pubescens Maxim. (Syn.: Epimedium coactum H.R.Liang & W.M.Yan, Epimedium pubescens var. cavaleriei Stearn, Epimedium pubescens subsp. primarium Stearn): Sie gedeiht in Höhenlagen von 300 bis 2000 Metern in den chinesischen Provinzen Anhui, Gansu, Guizhou, Henan, Hubei, Shaanxi sowie Sichuan.[3]
- Epimedium pubigerum (DC.) C.Morren & Decne.: Die Heimat ist Bulgarien, Türkei und der Kaukasus.
- Epimedium pudingense S.Z.He, Y.Y.Wang & B.L.Guo: Sie wurde 2010 aus dem südwestlichen Teil der chinesischen Provinz Guizhou beschrieben.[10]
- Epimedium qingchengshanense G.Y.Zhong & B.L.Guo: Dieser Endemit gedeiht in Höhenlagen von 900 bis 1500 Metern nur im Qingcheng Shan in der chinesischen Provinz Sichuan.[3]
- Epimedium reticulatum C.Y.Wu ex S.Y.Bao: Sie gedeiht in Wäldern in einer Höhenlage von etwa 1100 Meter in der chinesischen Provinz Sichuan.[3]
- Epimedium rhizomatosum Stearn: Sie gedeiht in Höhenlagen von 2000 bis 2200 Metern in der chinesischen Provinz Sichuan.[3]
- Epimedium sagittatum (Siebold & Zucc.) Maxim. (Aceranthus sagittatus Siebold & Zucc., Aceranthus macrophyllus Blume ex K.Koch, Aceranthus triphyllus K.Koch, Epimedium coactum var. longtouhum H.R.Liang, Epimedium sagittatum var. oblongifoliolatum Z.Cheng, Epimedium sinense Siebold ex Miquel.): Sie gedeiht mit zwei Varietäten in Höhenlagen von 200 bis 1800 Metern in den chinesischen Provinzen Anhui, Fujian, Gansu, Guangdong, Guangxi, Guizhou, Hubei, Hunan, Jiangxi, Shaanxi, Sichuan sowie Zhejiang.[3] In Japan ist sie eingebürgert.
- Epimedium sempervirens Nakai ex F.Maek.: Dieser Endemit kommt nur im westlichen Teil der Präfektur Niigata auf der japanischen Insel Honshū vor.[3]
- Epimedium shennongjiaense YanJ.Zhang & J.Q.Li: Sie wurde 2009 erstbeschrieben und ist bisher nur vom Typusstandort bei Muyuping im „Shennongjia National Nature Reserve“ in China bekannt.[3]
- Epimedium shuichengense S.Z.He: Dieser Endemit gedeiht im Dickicht an Hängen in einer Höhenlage von etwa 1800 Metern nur in Shuicheng in der chinesischen Provinz Guizhou.[3]
- Epimedium simplicifolium T.S.Ying: Sie gedeiht an Hängen in Tälern in einer Höhenlage von etwa 1100 Metern in der chinesischen Provinz Guizhou.[3]
- Epimedium stellulatum Stearn: Sie gedeiht an Hängen in einer Höhenlage von etwa 900 Metern in den chinesischen Provinzen Hubei sowie Sichuan.[3]
- Epimedium sutchuenense Franch.: Sie gedeiht in Höhenlagen von 400 bis 1900 Metern in den chinesischen Provinzen Guizhou, Hubei sowie Sichuan.[3]
- Epimedium truncatum H.R.Liang: Dieser Endemit gedeiht an Waldrändern in Höhenlagen von 600 bis 1000 Metern nur in Baojing in der chinesischen Provinz Hunan.[3]
- Epimedium wushanense T.S.Ying: Sie gedeiht in Höhenlagen von 300 bis 1700 Metern in den chinesischen Provinzen Chongqing, Guangxi, Guizhou, Hubei sowie Sichuan.[3]
- Epimedium yingjiangense M.Y.Sheng & X.J.Tian: Sie wurde 2011 aus der chinesischen Provinz Guizhou erstbeschrieben.[11]
- Epimedium zhushanense K.F.Wu & S.X.Qian: Dieser Endemit gedeiht in einer Höhenlage von etwa 1200 Meter nur im nordwestlichen Teil der chinesischen Provinz Hubei.[3]

### Naturhybriden und ihre Verbreitung

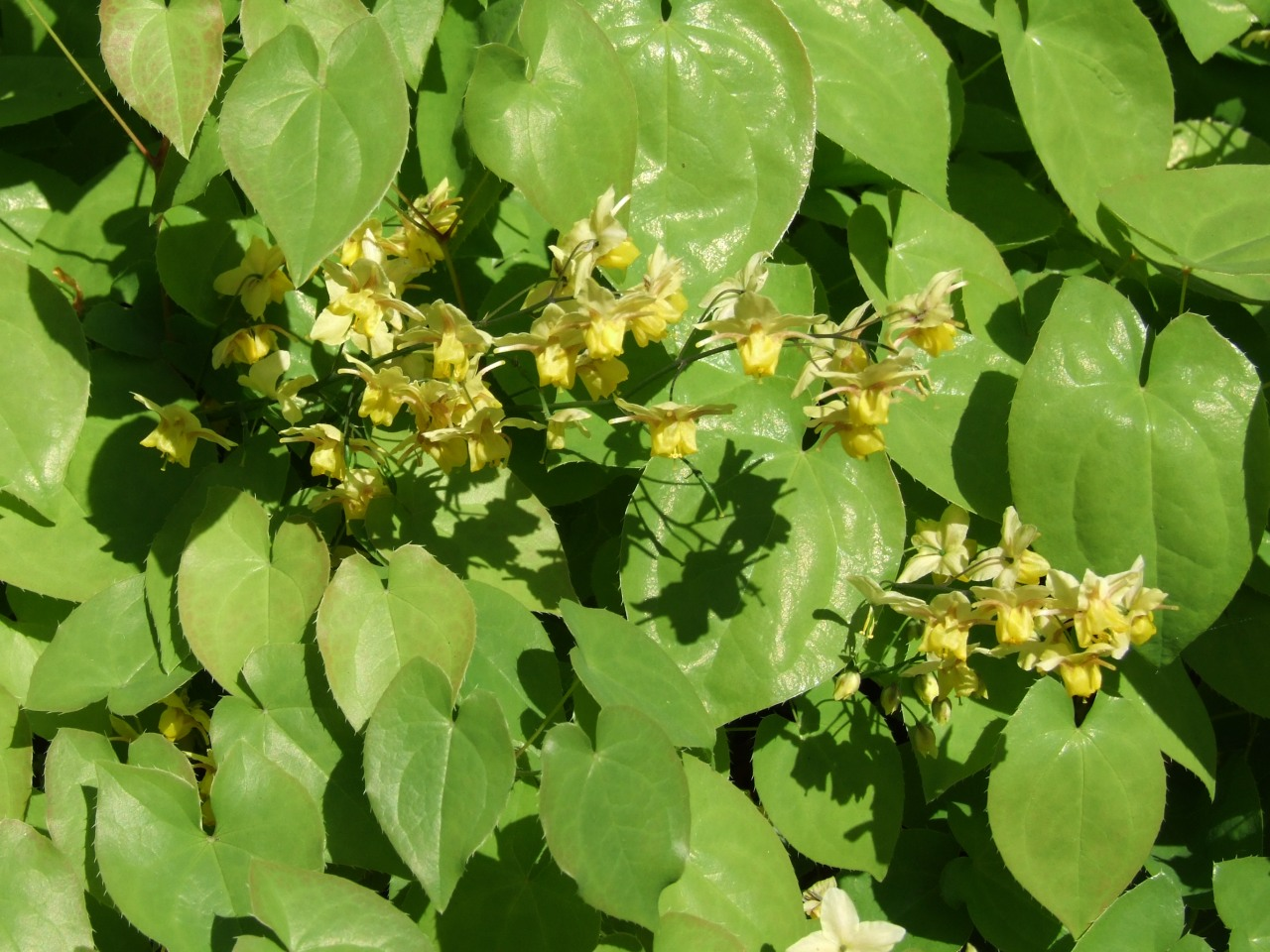
Epimedium ×versicolor

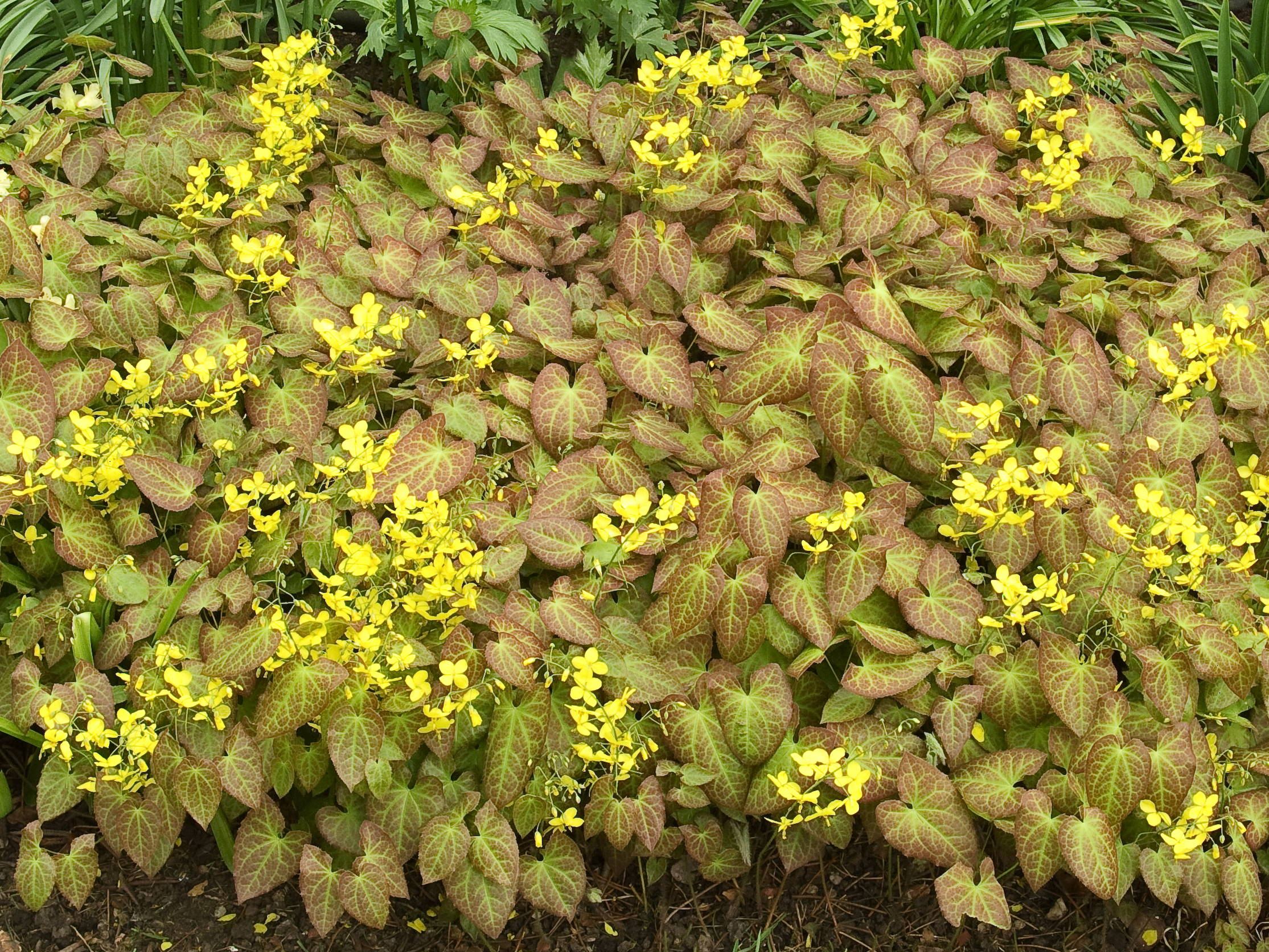
Die Sorte Epimedium ×perralchicum ‘Frohnleiten’

Wo sich Verbreitungsgebiete einzelner Arten überschneiden, bilden sich Naturhybriden:
- Epimedium ×omeiense Stearn = Epimedium fangii × Epimedium acuminatum: Sie stammt vom Mt. Emei in der chinesischen Provinz Sichuan.
- Epimedium ×setosum Koidz.: Sie kommt nur auf der japanischen Insel Honshū vor.
- Epimedium ×youngianum Fisch. & C.A.Mey. (Syn.: Epimedium ×kitamuranum Yamakawa, Epimedium ×trifoliatobinatum Koidz., Epimedium ×youngianum var. niveum Stern) = Epimedium diphyllum × Epimedium grandiflorum: Sie kommt in Bergwäldern im japanischen Honshū (Chugoku-Region), Shikoku sowie Kyūshū vor.

## Verwendung und Inhaltsstoffe

### Verwendung als Zierpflanze
Einige Epimedium-Arten, beispielsweise Epimedium acuminatum, Epimedium alpinum, Epimedium davidii, Epimedium diphyllum, Epimedium grandiflorum, Epimedium perralderianum, Epimedium pinnatum sowie einige Naturhybriden,  werden in den gemäßigten Gebieten als Zierpflanzen in Parks und Gärten verwendet. Sie eignen sich als Bodendecker für schattige Standorte. Sie gedeihen am besten auf durchlässigen Böden. Dazu wurden gezielt Sorten mit attraktiven Blüten und einer besseren Winterhärte gezüchtet. Im Jahr 2014 waren die Zuchtformen Staude des Jahres.
Es gibt auch Hybriden aus gärtnerischen Kreuzungen (Auswahl):
- Epimedium × cantabrigiense Stearn = Epimedium alpinum × Epimedium pubigerum
- Epimedium × perralchicum Stearn = Epimedium perralderianum × Epimedium pinnatum
- Epimedium × rubrum C. Morren = Epimedium alpinum × Epimedium grandiflorum
- Epimedium × versicolor C. Morren = Epimedium grandiflorum × Epimedium pinnatum
- Epimedium × warleyense Stearn = Epimedium alpinum × Epimedium colchicum

### Sonstige Verwendung und Inhaltsstoffe
Die jungen vegetativen Pflanzenteile von Epimedium grandiflorum und Epimedium sagittatum werden gegart gegessen; erst eingeweicht (wohl damit die Bitterstoffe reduziert werden) und dann gekocht. Vor Selbstmedikation wird gewarnt.
Aufgrund des Inhaltsstoffes Icariin werden einige Epimedium-Arten in der Volksmedizin verwendet. Die medizinischen Wirkungen von Icariin wurden von mehreren Arbeitsgruppen untersucht. Versuche mit Icariin an Ratten zeigen, dass es neurotrophische Effekte verursacht und einen Einfluss auf die Erektion des Rattenpenis besitzt. Diese Versuche führen dazu, diese Stimulanzwirkung auch beim Menschen zu vermuten. Es wird ausdrücklich davor gewarnt, Epimedium-Arten für den Menschen als stimulierendes Mittel einzusetzen, denn es gibt noch keine Gefahrenabschätzung. Auch wird ausdrücklich davor gewarnt, Getränke oder Nahrungsmittel mit Epimedium-Auszügen während der Schwangerschaft und der Stillzeit zu verwenden.
Einige Epimedium-Arten werden in der traditionellen chinesischen Medizin verwendet, besonders bei Rheumatismus sowie Bluthochdruck bei Frauen in der Menopause. Rowdy Lamb Herb, Xianlinpi, Barrenwort, Bishop's Hat, Fairy Wings, Horny Goat Weed, Yangheye oder Yin Yang Huo sind Trivialnamen. Epimedium sagittatum ist eine von fünf Epimedium-Arten, die in der Chinese Pharmacopoeia gelistet sind. Epimedium grandiflorum, Epimedium koreanum und Epimedium sagittatum wurden auf die medizinischen Wirkungen untersucht, mit dem Ergebnis, das medizinische Sicherheit derzeit nicht gegeben ist.
Es sind schützende Wirkungen auf Knochen, Gehirn und das Kreislaufsystem sowie eine Stärkung der Immunabwehr belegt.